# Атлантик-авеню (линия Канарси, Би-эм-ти)
|   |   |   |   |  |   |   |  |
| · | · | · | · |  | · | · |  |

|   |   |   |   |  |   |   |  |
| · | · | · | · |  | · | · |  |

«Атлантик-авеню» (англ. Atlantic Avenue) — станция Нью-Йоркского метрополитена, расположенная на линии Канарси, Би-эм-ти. Станция находится в Бруклине, в округе Ист-Нью-Йорк, на пересечении Атлантик-авеню и Снидикер-авеню. На станции останавливается маршрут L (круглосуточно).
До 1950-х годов станция имела три островных платформы и шесть путей, она обслуживала не только линию Канарси, но и ныне демонтированную эстакадную линию Фултон-стрит. Сегодня самая западная платформа является единственной использующейся, средняя сохранилась, но закрыта, а самая восточная, находившаяся на некотором расстоянии от двух первых и под углом к ним, почти полностью снесена.
К северу от станции имеется ответвление от путей, идущее к линии Джамейка (регулярного движения нет), а кроме того от пути северного направления отходит путь, идущий в депо «Ист-Нью-Йорк».

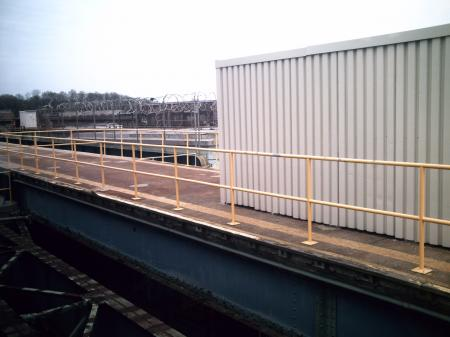
Неиспользуемая платформа
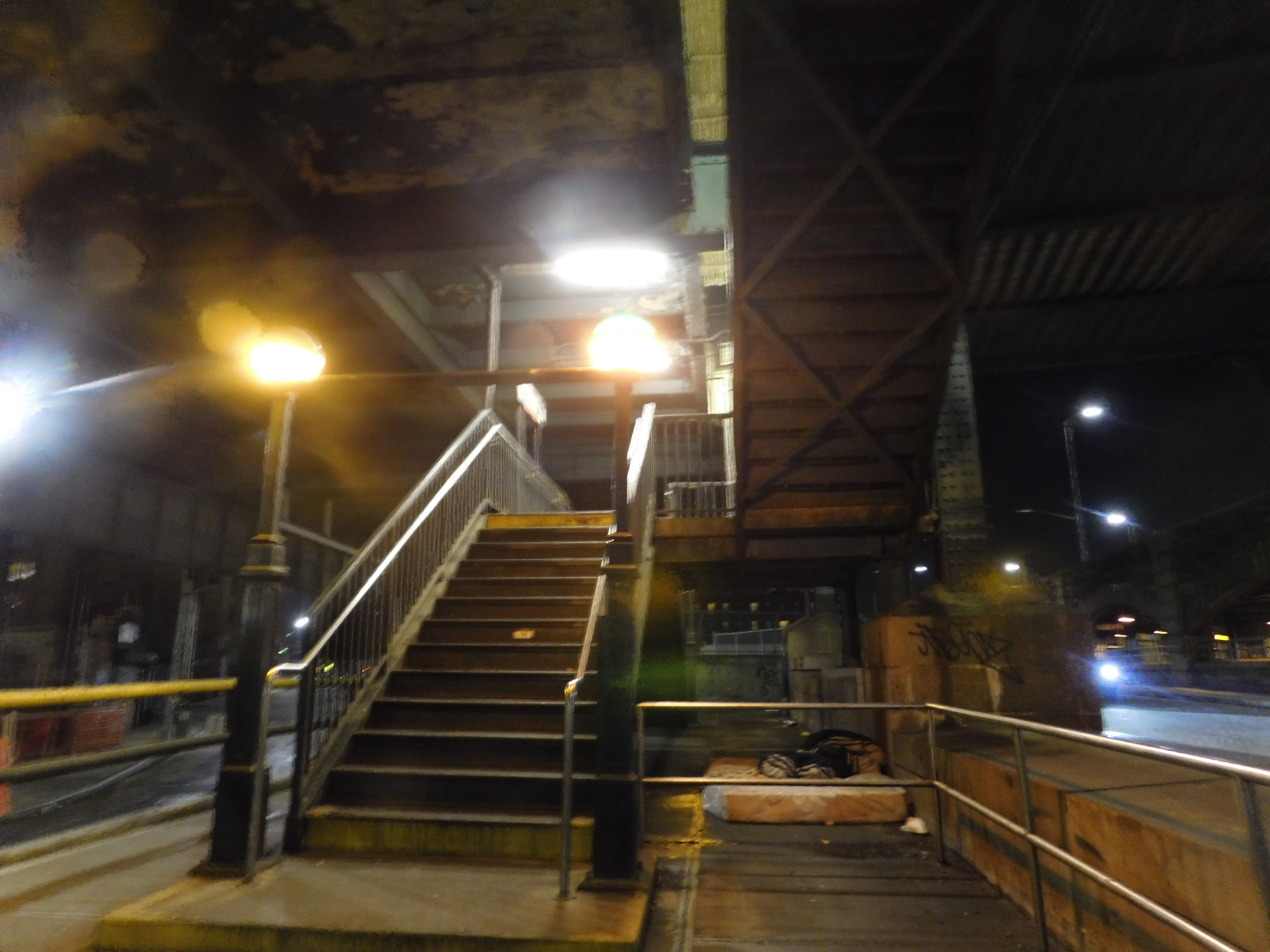
Вход
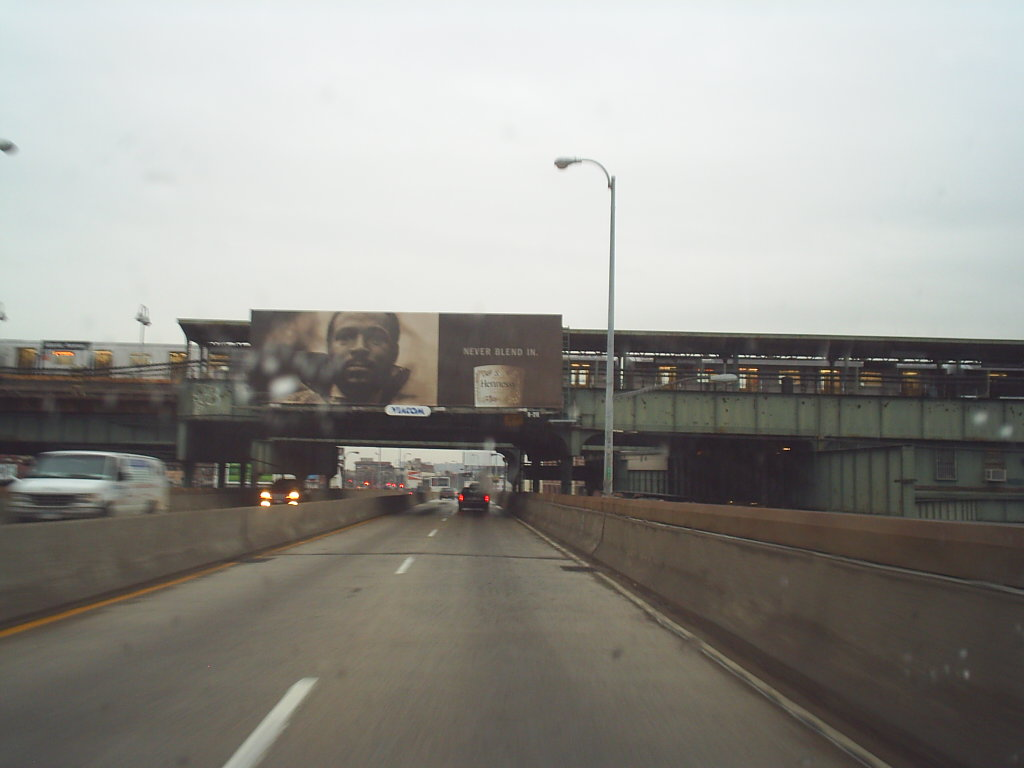
Вид станции снаружи